# Ophiomyia repentina
Ophiomyia repentina este o specie de muște din genul Ophiomyia, familia Agromyzidae, descrisă de Pakalniskis în anul 1994.
Este endemică în Lituania. Conform Catalogue of Life specia Ophiomyia repentina nu are subspecii cunoscute.